# Pseudobrimus nigrovittatus
Pseudobrimus nigrovittatus är en skalbaggsart som beskrevs av Stefan von Breuning 1959. Pseudobrimus nigrovittatus ingår i släktet Pseudobrimus och familjen långhorningar. Inga underarter finns listade i Catalogue of Life.